# Boomtown
Boomtown è una serie televisiva statunitense di genere poliziesco, trasmessa su NBC dal 2002 al 2003 e creata da Graham Yost.

## Trama
Gli episodi si caratterizzano per un'indagine penale vissuta dai diversi punti di vista degli interpreti: detective, agenti di polizia, avvocati, personale paramedico, giornalisti, vittime, testimoni e criminali. 

## Episodi
| Stagione         | Episodi | Prima TV USA | Prima TV Italia |
| ---------------- | ------- | ------------ | --------------- |
| Prima stagione   | 18      | 2002-2003    | 2003-2004       |
| Seconda stagione | 6       | 2003         | 2004            |